# 4183 Cuno
Cuno (asteroide 4183, com a designação provisória 1959 LM) é um asteroide cruzador de Marte. Possui uma excentricidade de .6341354973129586 e uma inclinação de 6.7071º.
Este asteroide foi descoberto no dia 5 de junho de 1959 por Cuno Hoffmeister.